# Gutshaus Satzkorn
Das Gutshaus Satzkorn ist ein Herrenhaus im Potsdamer Stadtteil Satzkorn. Es besteht aus zwei Wirtschaftsgebäuden, zwei Stallgebäuden, einem Verwalterhaus und dem eigentlichen Gutshaus.

## Lage
Das Gutshaus befindet sich am Rand des Ortes an der Dorfstraße. Es ist umgeben von Feldern und liegt in Nachbarschaft zu einem auch heute noch aktivem Obstgut.

## Geschichte

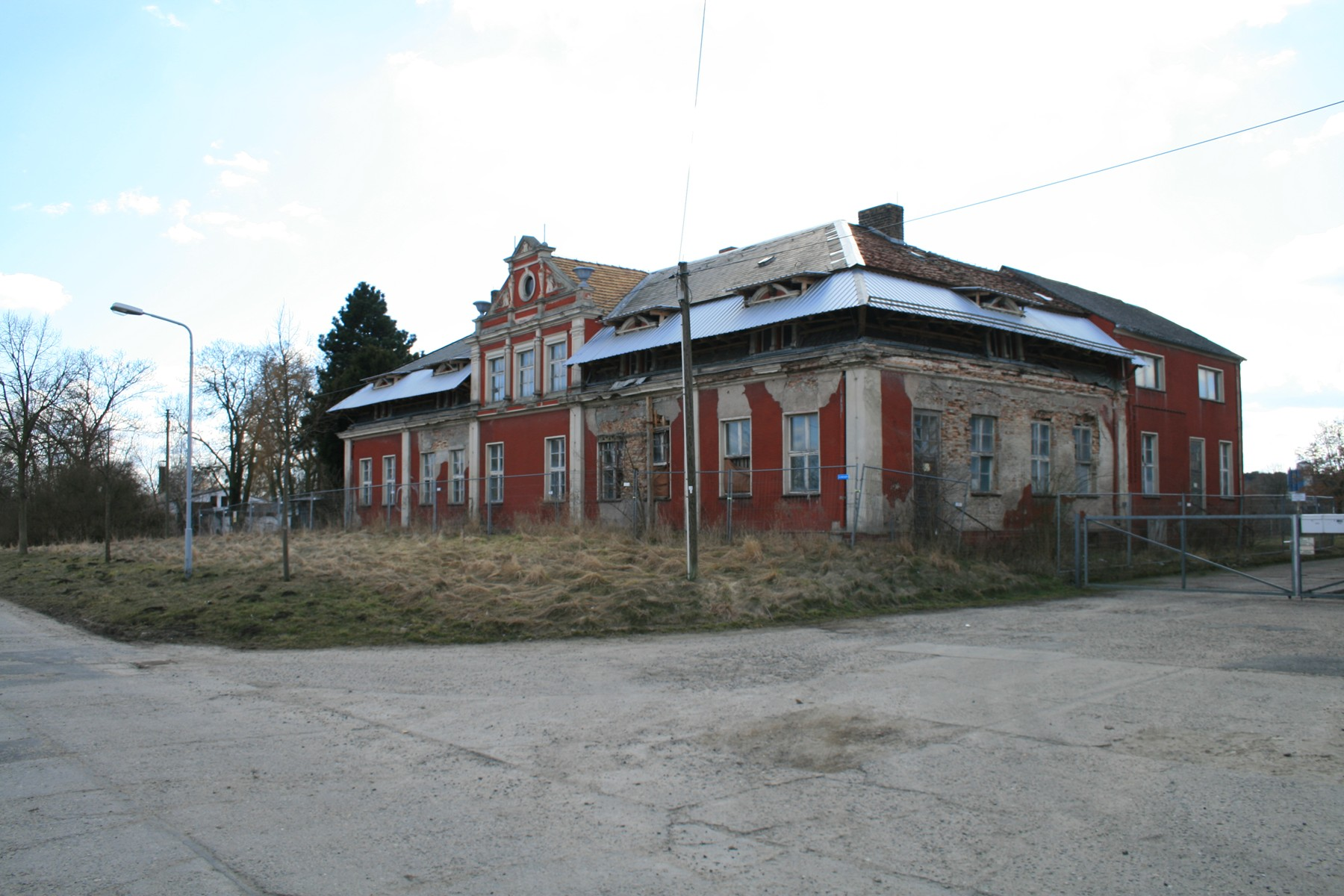
Das Gutshaus im April 2013

### Als Besitz mehrerer Adelsfamilien
Schon vor dem 15. Jahrhundert hatten mehrere brandenburgische Adelsfamilien Gutsanteile an Satzkorn, in Hufen. Genannt sind unter anderem die von Bardeleben, von Stechow und das Haus von Falkenrehde. Bereits 1406 wird erstmals ein Gut im Ort erwähnt, welches sich ab 1416 im Besitz der Familie von Hünicke befand. Die Hünickes besaßen zu dieser Zeit unter anderem auch Güter im nahe gelegenen Kartzow. Bis heute bezeugen Grabsteine in der Satzkorner Kirche vom örtlichen Wirken des bisher genealogisch fast unbeschriebenen Adelsgeschlechts. Die Satzkorner Sage vom dreibeinigen Hasen bezieht sich auf den Verkauf des Gutes durch Cuno von Hünicke an einen Bürgerlichen im Jahr 1731. Sie besagt, dass Hünicke aus Wut über den Verkauf noch immer als dreibeiniger Hase im Ort spukt.

### Als Besitz der Familie Brandhorst
Nach bereits vorliegendem, allgemeinem nachweisbarem Forschungsstand und den neuen Publikationen von Ramona Simone Dornbusch zufolge erwarb Johann Conrad Friedrich Brandhorst am 30. September 1739 per Kaufkontrakt den Satzkorner Rittersitz des Cuno von Hünicke, beglaubigt durch Cuno von Hünicke, Friedrich Brandhorst und Notar Johann Schenke aus Nauen. Vorab ging ein längeres Verhandeln über die Kaufsumme und ein Bittschreiben Hünickes an den König. Des Weiteren waren Brandhorst die offerierten 22.000 Thaler zu hoch angesetzt. Schnellere Einigung erzielte man über den zweiten Bereich, das Bauerngut in Satzkorn, welches eigentlich der Familie von Brösigke gehörte und den Hünickens auf Wiederkauf. Hierfür musste Brandhorst gesondert 1.600 Thaler bezahlen. Brandhorst, der als Leibarzt Friedrich Wilhelm I. das Vertrauen des Königs genoss und dem als Hofrat sogar die Teilnahme am royalen Tabakskollegium gestattet war, ließ bald nach dem Erwerb des Anwesens das damals bestehende mittelalterliche Gutshaus weitgehend abreißen und baute ein neues Gebäude in barocken Formen auf. Die Fertigstellung seines Gutshauses erlebte Brandhorst allerdings nicht mehr, da er bereits am 1. Mai 1740 in seinem Wohnhaus Am Kanal 26 in Potsdam verstarb. Noch davor, am 30. September 1739, schworen die vier Untertanen den Eid und der König belehnte ihn feierlich am 14. April 1740 zu Berlin. Gutserben wurden der Sohn Friedrich Leopold Brandhorst (1725–1787) und wiederum dann dessen Sohn, der Regierungsassessor Friedrich Wilhelm August Brandhorst (1775–1843), Auskultator bei Gerichten in Berlin, nach 1815 Regierungsrat.
1857 ist als Gutseigentümer genannt Fr. Leop. Arthur Brandhorst. Um 1879/1880 war die Witwe Brandhorst als Eigentümerin im General-Adressbuch der Rittergutsbesitzer von Brandenburg geführt. Satzkorn war ein kreistagsfähiges Rittergut. Der Besitz selbst hatte eine Größe von 508 ha, von 119 ha Forsten.
Laut der Veröffentlichung von Frau Dornbusch, Mitarbeiterin der Unteren Denkmalschutzbehörde, feierte die Familie Brandhorst, in deren Händen das Anwesen in der Folgezeit verblieb, im Jahre 1889 das 150-jährige Besitzjubiläum in Satzkorn. Seit dieser Zeit, so Dornbusch, tragen die Nachkommen der Familie den Doppelnamen Brandhorst-Satzkorn. Die Wortführung wurde bei adeligen und gutbürgerlichen Grundbesitzern zur genealogischen Unterscheidung und natürlich auch mit gewissem Stolz verwendet. Die Familie Brandhorst ist eine der größeren bürgerlichen Gutsbesitzerfamilien, wie die Schulz und die Karbe im Oderbruch, oder die alte Amtspächterfamilie (von) Kaehne in der regionalen Nachbarschaft. Herr Brandhorst-Satzkorn unterstützte 1909 das Viktoria-Gymnasium zu Potsdam mit einer Schenkung, auch das gehörte zum Selbstverständnis dieser Zeit. Noch Jahre zuvor war am Potsdamer Schöffengericht eine Klage wegen schlechter Behandlung von Bediensteten anhängig.
1914 stiftete die Eigentümerfamilie zur Absicherung der Erbfolge einen Familienfideikommiss für Satzkorn. Das wurde notwendig, weil zwei Söhne Brandhorst als Leutnante im Krieg blieben. Ab 1928 war Satzkorn dann aber ein konventioneller Allodialbesitz. Kurz vor der großen Weltwirtschaftskrise 1929, die auch die Landwirtschaft stark beeinflusste, hatte das Rittergut des Friedrich Brandhorst-Satzkorn damals einen Umfang von 492 ha.

### Nutzung als VEG
1945 wurde das Gut von der Roten Armee übernommen und diente als Versorgungsdepot. Im Jahr 1950 folgte die Übergabe des Besitzes an das Volkseigene Gut Satzkorn. In den folgenden Jahren konzentrierte man sich zunehmend auf den Obstanbau. Nach und nach wurden jedoch große Ländereien an die Landwirtschaftliche Produktionsgenossenschaft (LPG) Marquardt abgegeben, aus welcher die heutige Obstgut Marquardt GbR hervorging.

### Nach 1990
Nach der Wende, wurde das Gut im Jahr 1991 in mehrere Teile geteilt und an Privatbesitzer verkauft. Danach wechselte die Anlage, die im April 2002 unter Denkmalschutz gestellt wurde, mehrmals den Besitzer. 2019 wurde die Anlage erneut verkauft, an die Inhaber der benachbarten Wirtschaftsgebäude, die ursprünglich zum Gut Satzkorn dazu gehörten. In den Jahren 2023 und 2024 wurde das Gutshaus aufwendig saniert.

## Architektur
Das Gutshaus ist ein Ziegelbau bestehend aus elf Achsen. An der Ostfassade befindet sich eine reich geschmückte Attika. Beim Dach handelt es sich um ein Mansardwalmdach.